# Аягоз
Аяго́з (каз. Аягөз) — місто, центр Аягозького району Абайської області Казахстану. Адміністративний центр Аягозької міської адміністрації.
Населення — 42351 особа (2021; 37537 у 2009, 38470 у 1999, 42729 у 1989).
Станом на 1989 рік місто називалось Аягуз.